# Bahnhof Higashisapporo
Der Bahnhof Higashisapporo (jap. 東札幌駅, Higashisapporo-eki) ist ein ehemaliger Bahnhof auf der japanischen Insel Hokkaidō. Er lag südöstlich des Stadtzentrums von Sapporo im Stadtteil Shiroishi-ku.
Eine gleichnamige Station an der Tōzai-Linie der U-Bahn Sapporo befindet sich etwa dreihundert Meter südlich.

## Beschreibung
Higashisapporo war ein Kreuzungsbahnhof. Er befand sich an der Chitose-Linie der Staatsbahn (wobei die seit 1973 bestehende Streckenführung den Standort des Bahnhofs nicht mehr berührt). Sie kreuzte sich hier mit der Jōzankei-Bahnlinie der privaten Gesellschaft Jōzankei Tetsudō. Der Bahnhof lag rund zweieinhalb Kilometer südöstlich des Stadtzentrums und war von Nordosten nach Südwesten ausgerichtet. Er besaß vier Gleise an zwei Bahnsteigen. Daran schloss sich ein Güterbahnhof an.

## Geschichte

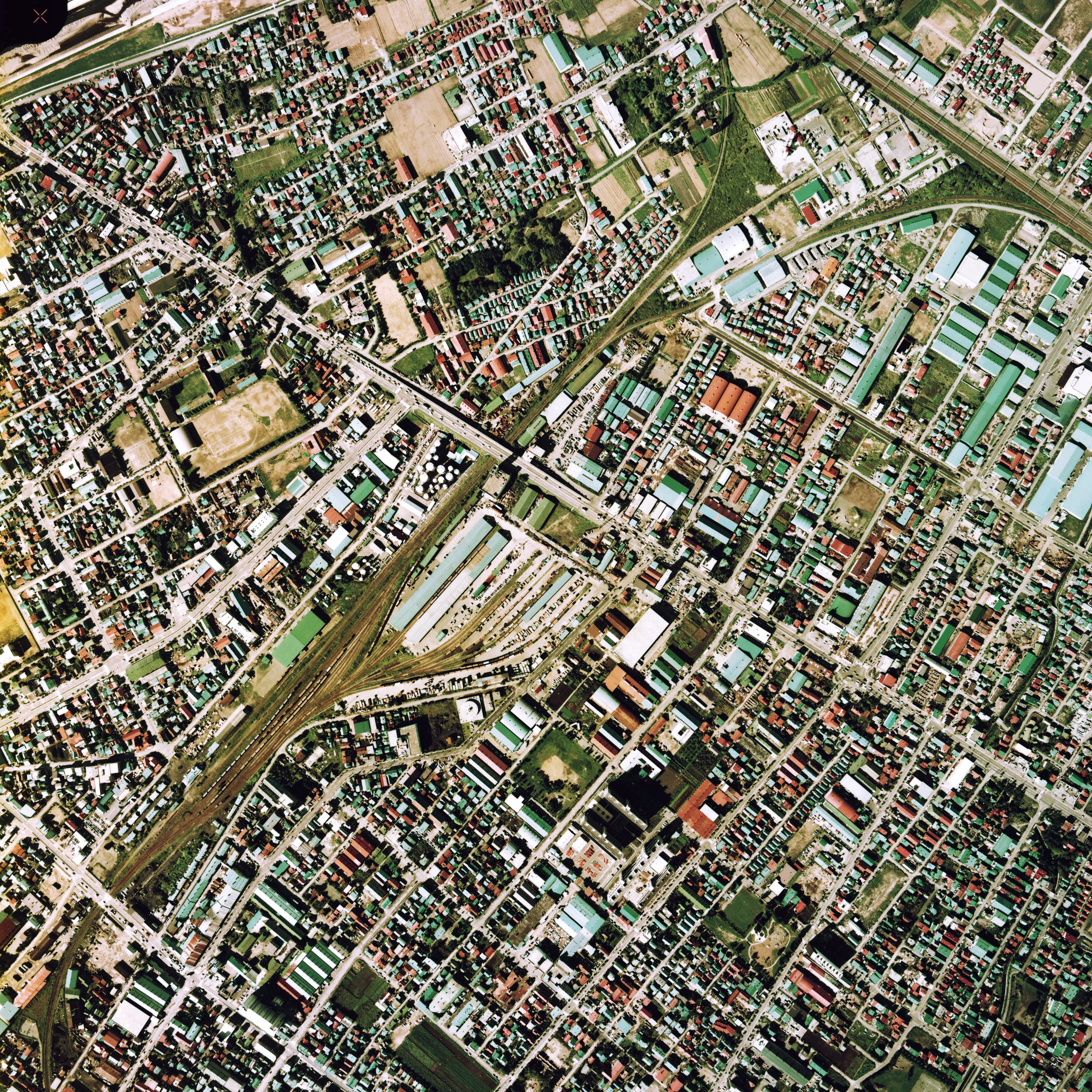
Luftansicht im Jahr 1976, als der Bahnhof nur noch dem Güterverkehr diente

Ab 1918 führte die Jōzankei-Bahnlinie von Shiroishi aus durch das Toyohira-Tal, ein Bahnhof bestand hier aber noch nicht. Dies änderte sich am 21. August 1926, als die Hokkaidō Tetsudō die Chitose-Linie eröffnete, die in Naebo von der Hakodate-Hauptlinie abzweigte und auf kurzer Entfernung parallel zur Jōzankei-Bahnlinie verlief. Auf diesem gemeinsamen Abschnitt ging am selben Tag der von beiden Gesellschaften genutzte Bahnhof Higashisapporo in Betrieb.
Der südlich des Bahnhofs gelegene Teil der Jōzankei-Bahnlinie wurde am 25. Oktober 1929 mit 1500 Volt Gleichspannung elektrifiziert, der Abschnitt Naebo–Higashisapporo am 25. Juli 1931. Nach der Zwangsverstaatlichung der Hokkaidō Tetsudō im August 1943 war das Verkehrs- und Kommunikationsministerium für den Betrieb der Chitose-Linie verantwortlich, ab Juni 1949 die Japanische Staatsbahn. Die Jōzankei Tetsudō verlegte ihren stadtseitigen Endpunkt am 1. Oktober 1957 nach Higashisapporo und entfernte daraufhin auf dem Abschnitt nach Naebo die Fahrleitung.
Am 1. November 1969 stellte die Jōzankei Tetsudō den Bahnbetrieb ein, womit Higashisapporo nun ein gewöhnlicher Durchgangsbahnhof geworden war. Mitte der 1960er Jahre begann die Staatsbahn mit dem Ausbau der Chitose-Linie. Der über Higashisapporo führende kurvenreiche Abschnitt konnte nicht zweigleisig ausgebaut werden, weshalb man ihn durch eine geradlinigere Streckenführung über Shin-Sapporo ersetzte, die am 9. September 1973 in Betrieb ging. Von diesem Tag an diente Higashisapporo nur noch dem Güterverkehr, die Anbindung erfolgte durch die Stichstrecke von Shiroishi aus. Am 1. November 1986 stellte die Staatsbahn auch den Güterverkehr ein und legte den Bahnhof endgültig still.
Das Gelände lag rund ein Jahrzehnt lang brach und ging 1997 an die Stadt Sapporo über, die daraufhin ein Stadtentwicklungsprojekt umsetzte. Auf dem nordöstlichen Teil steht heute das im Jahr 2003 eröffnete Kongresszentrum Sapporo Convention Center. Die die Beseitigung von Altlasten länger als geplant dauerte, verzögerte sich die Neunutzung des südwestlichen Teils um mehrere Jahre. Schließlich konnte 2008 ein Einkaufszentrum mit 110 Geschäften eröffnet werden. Ein Denkmal erinnert an den früheren Bahnhof.